# T. R. Field
Bohdan Vojtěch Šumavanský, rodným jménem Theodor Adalbert Rosenfeld, (23. dubna 1891 Praha-Nové Město – 4. srpna 1969 Praha-Vinohrady) byl český básník a bohém, člen Svazu spisovatelů. Ve 30. letech 20. století vydal tři básnické sbírky pod literárním pseudonymem T. R. Field (Theodor Rosenfeld Field), a sice Kosočtverce na ohradách (1930), Kruhy pod očima (1933) a Lomikel na dlásnech (1937). Jeho poezie se vyznačuje jazykovou hravostí a lze v ní nalézt styčné body s nonsensovými básněmi Christiana Morgensterna nebo se satirickými texty Jaroslava Haška.
Přestože za svého života nebyl Field umělecky příliš úspěšný, stal se výraznou osobností pražských vináren, jeho nápady se předávaly ústně a byly dále rozvíjeny. Na jeho dílo navázal také Ervín Hrych se svou Krhútskou kronikou (1967). Po roce 1989 se zájem o Fieldovy texty obnovil a byly vydávány v různých výborech. Jeho dílem se zabýval především literární historik a spisovatel Petr Kovařík, mimo jiné sestavitel nejrozsáhlejšího souboru prací z básníkovy pozůstalosti – knihy Kosočtverce na ohradách (1998).

## Život

### Původ

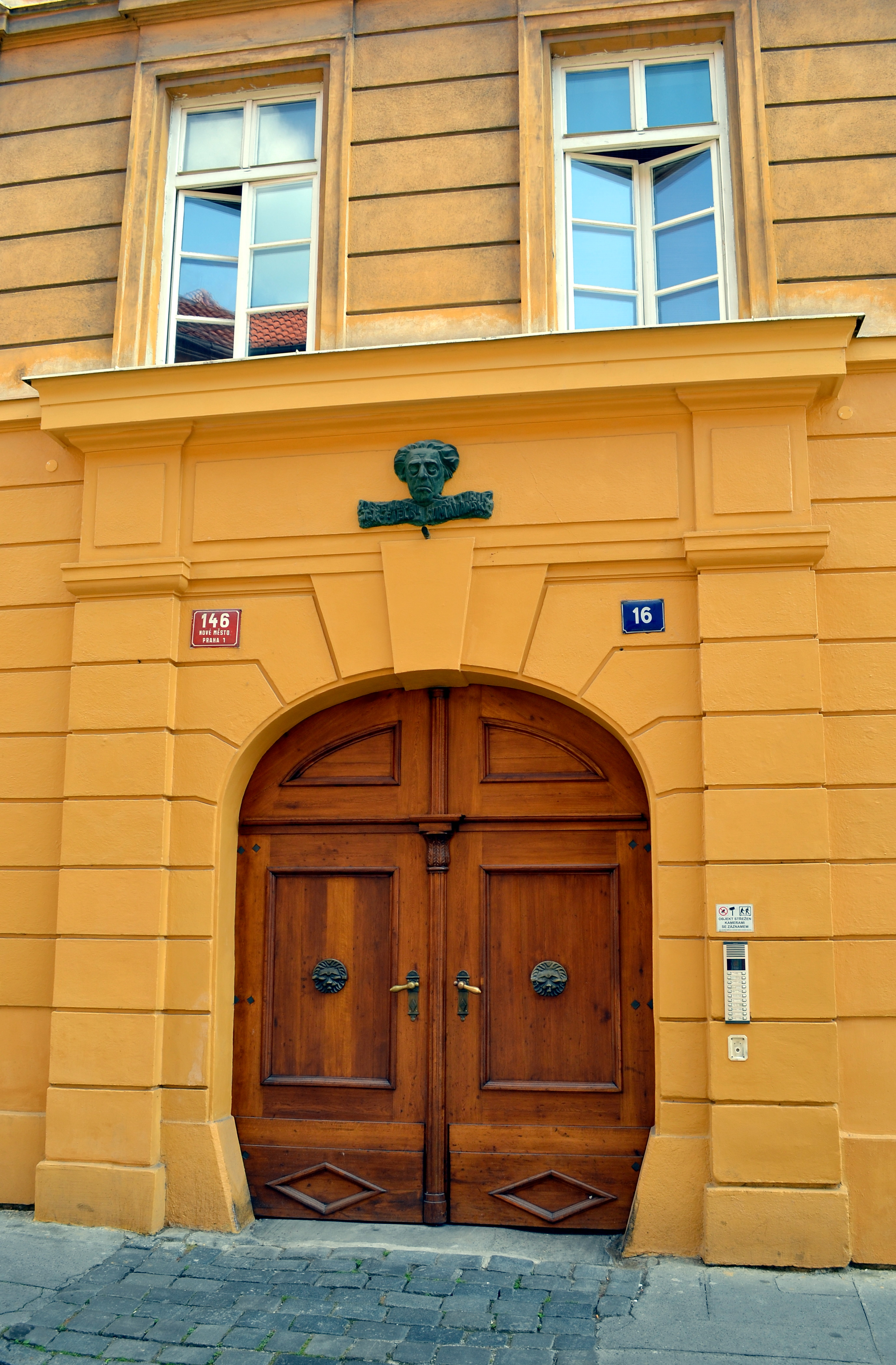
Basreliéf nad vchodem do Ostrovní 146/16

Otcem Theodora Adalberta Rosenfelda byl pražský německý lékař „nemocí tajných a Venušiných“, Karel Damián Rosenfeld, syn rabína ve slovenském Hlohovci. Studoval medicínu ve Vídni, během studií konvertoval ke křesťanství a dal se pokřtít. Po ukončení studia působil jako lékař – důstojník v námořnictvu. Později provozoval lékařskou praxi ve Vídni. Tam se seznámil s Voršilou rozenou Apfelbeckovou z Kouta na Šumavě a oženil se s ní. Po sňatku se rodina přestěhovala do Prahy a Karel Damián si zde otevřel ordinaci a lékárnu v Ostrovní ulici. A zde, v domě čp. 146/16 (na domě je pamětní deska), se narodil 23. dubna 1891 jako deváté dítě a pohrobek Theodor Adalbert. Jeho matce prý dalo dost práce nechat pokřtěné dítě připsat zemřelému manželovi. O jeho skutečném otci tehdy kolovaly různé zvěsti. Matka byla pohledná a oduševnělá a mezi její ctitele patřil například hrabě Jiří Stadion či profesor Josef Thomayer.

### Dětství a studia
Dětství strávil Adalbert v Domažlicích, kam se rodina po smrti otce odstěhovala. Po celý život pak vnímal Domažlice jako svůj domov a jistotu. To bylo nejspíš také jedním z důvodů pozdější změny občanského jména na Bohdan Vojtěch Šumavanský (Bohdan a Vojtěch jsou překlady jeho křestních jmen do češtiny). Ve veršovaném Věnování na začátku plánované sbírky Žalničky pro chodskou lásku napsal:
| „             | Již jako malý hoch jsem býval samotář. V mou duši Šumava své teskné vrhla stíny a když mi někdy v temnu svitla zář, jen jako bludice mě vedla do hlubiny. | “ |
| — T. R. Field | |   |

Adalbert studoval na pražském gymnáziu, později absolvoval s vyznamenáním obchodní akademii. V roce 1912 zemřela jeho matka a Adalbert se rozhodl odejít do Anglie. V roce 1914 se vrátil do Prahy. Jeho vynikající znalost angličtiny a dalších jazyků i jeho široké filologické zájmy se zdály být vynikající profesionální kvalifikací.

### Zaměstnání
V roce 1915 své budoucí nevěstě koupil vinárnu Taverna mezi Malou Stranou a Smíchovem. Ovšem spíše než majitelem byl v Taverně hostem a podnik zkrachoval. Adalbert si musel najít zaměstnání u vody, házel písek na „cíle“, tedy pískařské lodi. V lednu 1916 se oženil s o osm let starší Vilmou Křepinskou a ještě téhož roku odjel s armádou do Uher. V roce 1917 byl již ale ze zdravotních důvodů opět v Praze a pracoval jako kancelářský pomocník na pražském c. k. místodržitelství, později jako učitel angličtiny na jazykové škole Polyglotta na Národní třídě. V několika letech vystřídal řadu zaměstnání, například v mezinárodní společnosti námořní dopravy Cunard Line, také byl korektorem Státní tiskárny. Občas se živil i překlady, jež se staly jeho nejtrvalejším, i když pouze příležitostným příjmem. V roce 1923 si nechal úředně změnit jméno na Bohdan Vojtěch Šumavanský.

### T. R. Field – spisovatel
Pro jeho dráhu spisovatele bylo významné setkání se Zdenou Ančíkem a Karlem Konrádem, redaktory satirického časopisu Trn, v roce 1929. Nabídli mu spolupráci a Rosenfeld-Šumavanský získal v časopise vlastní rubriku Literární zádrhel. V roce 1930 vydal soukromým nákladem za pomoci přátel svou první sbírku Kosočtverce na ohradách. O tři roky pak vyšla sbírka Kruhy pod očima a v roce 1937 třetí svazek básní, Lomikel na dlásnech. Není známo, jaký finanční efekt mělo pro Fielda vydání jeho básní, nicméně četné dedikace, tištěné i vpisované, svědčí o přítomnosti značného počtu mecenášů. Field pro ně užíval familierní označení „méca“ a ujalo se i jeho rčení: „Není méci, není deci“.

### Přátelé
Po svém návratu z Anglie v roce 1914 nalezl Field přátele především mezi pražskou bohémou. Pravděpodobně byl i návštěvníkem proslulého Waltnerova Montmartru, kam chodíval i Jaroslav Hašek, Emil Artur Longen, Zdeněk Matěj Kuděj, Egon Erwin Kisch, také Franz Kafka a Max Brod. Longen byl Fieldovým blízkým přítelem, Field se o něm dokonce zmínil, když mluvil o svém ztraceném textu hry Cestující s varhanama. Zdá se, že její text zapůjčil E. A. Longenovi a ten jej podle Fieldových slov „vzal s sebou do pekla“. Longenova smrt Fielda zasáhla a on mu věnoval báseň, ve které ho oslovuje: „Arture, zářný druhu můj“. Přátelil se také s Františkem Tichým, vytvořili spolu několik kreslených vtipů pro časopis Trn. Field měl malíře v oblibě – jeho dalším blízkým přítelem byl Mirko Eliáš (zemřel roku 1938). Ten je také autorem Fieldovy karikatury, otištěné v roce 1934 v časopise České slovo. Na T. R. Fielda vzpomíná" také Vladimír Neff v knize Večery u krbu. Hovoří zde o salónu, který pořádala na Malé Straně paní Lauermannová, dcera spisovatelky píšící pod pseudonymem Felix Téver.
| „               | „Ale i tam jsem poznal zajímavého člověka. Byl to spisovatel a básník T. R. Field, vlastním jménem Theodor Rosenfeld. Jeho knížky Kosočtverce na ohradách a Lomikel na dlásnech už skoro nikdo nezná, přežila jen vzpomínka na Krhúty, fiktivní národ, vymyšlený Fieldem včetně historie, národopisu a náboženských zvyklostí. Field oslňoval duchaplností, chrlil ze sebe improvizované aforismy, slovní hříčky a udivující fantasmata, ale vydržel to jen patnáct, dvacet minut. Potom zmlkl a jaksi i fyzicky zvadl, zkrabatěl. Povisla mu ramena, zbortila se tvář. Opřel se o okno a zádumčivě hleděl na ztichlé Malostranské náměstí a ani nevnímal, že lidé, kteří ho až dosud obklopovali, rozpačitě odcházejí. Za půl hodiny načerpal energii a zahájil nový, opět čtvrthodinový ohňostroj vtipu...“ | “ |
| — Vladimír Neff | |   |

### Protektorát
Čas protektorátu prožil Rosenfeld-Field-Šumavanský kuriózním způsobem. Využil svého židovského dědečka Salomona Rosenfelda, rabína v Hlohovci na Slovensku a svého křesťanského otce. Oba jeho předci měli domovské právo v „Galgoči“ (tj. Hlohovci). K tomuto domovskému právu se přihlásil i Field a opravdu mu bylo pod přijatým jménem Bohdan Vojtěch Šumavanský roku 1943 přiznáno slovenské občanství. Stal se tak občanem Slovenského štátu a žil v Praze jako cizinec se slovenským pasem. Zůstává záhadou, jak se mu to podařilo a nebýt dochované policejní přihlášky, znělo by to jako další Fieldova mystifikace.

### Poválečná léta

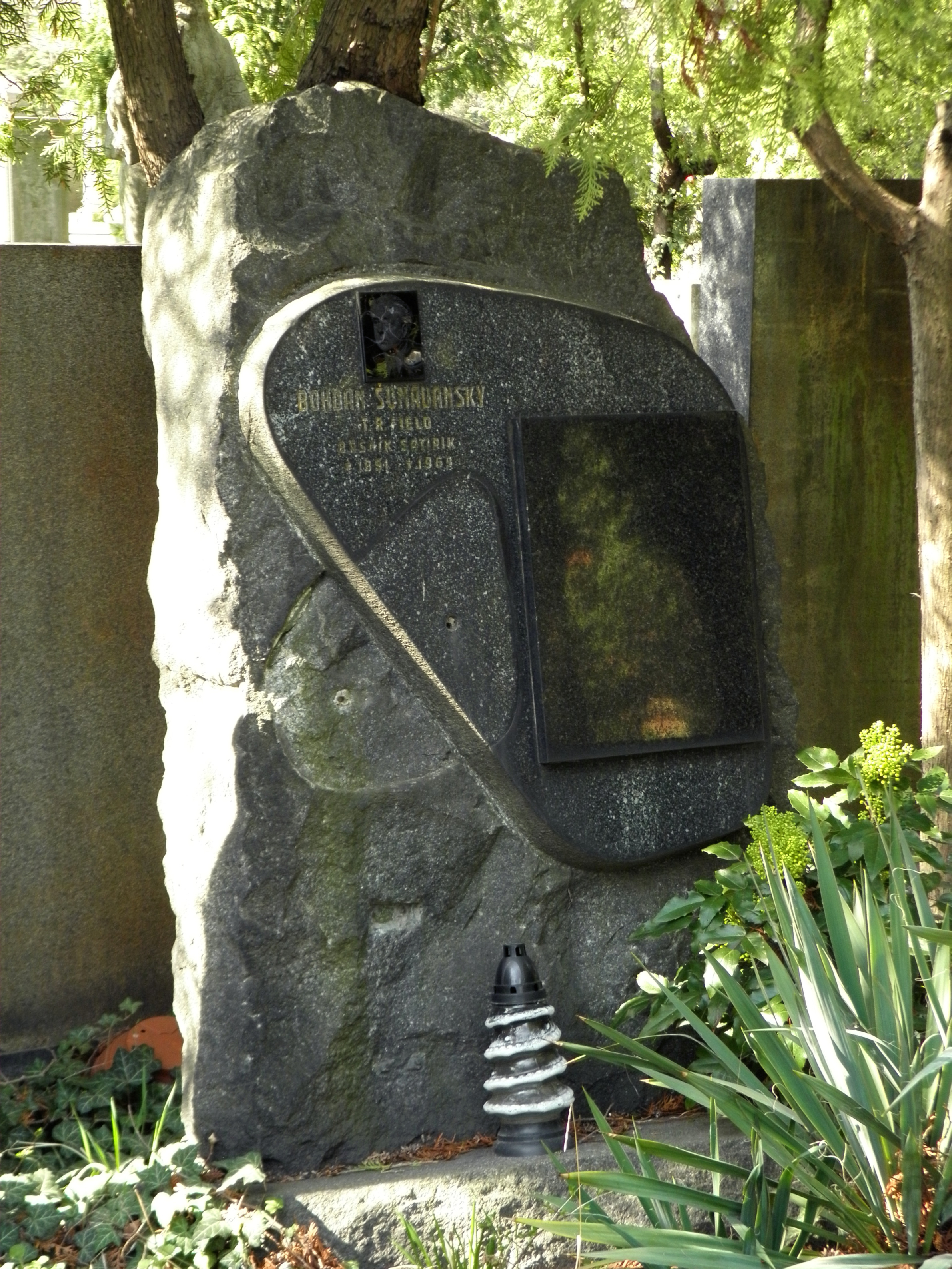
Hrob T. R. Fielda na Vinohradském hřbitově

V poválečných letech chystal Field vydání další knihy veršů, o vydání jeho textů uvažoval mimo jiné bibliofil a antikvář Karel Zink. Z plánů však sešlo vinou básníkovy liknavosti při sestavování sbírky a neochotě přestat svou tvorbu upravovat a zůstat u jedné definitivní podoby práce. Neuskutečnil se ani žádný z dalších projektů. Fieldova satira nevyhovovala požadavkům doby a Field, přestože byl členem Svazu spisovatelů a zasílal každoročně spisovatelské organizaci i nakladatelství své nové verše, u vydavatelů neměl úspěch. Z jeho obsáhlé tvorby byla uveřejněna pouze báseň „Kaňkův dům“ v časopise Nový život v roce 1952, a to pod jménem Bohdan Šumavanský, a „Žlutá řeka“ v Básnickém almanachu 1953. Když na počátku padesátých let dostal dvakrát podporu od ministerstva kultury, reagoval svérázně:
| „             | Moje matka Voršila zle se na mně horšila, že mám k práci vnitřní odpor, jednou budu prej živ z podpor | “ |
| — T. R. Field | |   |

V padesátých letech se prohloubil Fieldův sklon k alkoholismu, který ho spolu s počínajícím duševním onemocněním přivedl na léčení v bohnické psychiatrické léčebně (1954–55). Svaz mu sice slíbil, že umožní vydání jeho satir, vtipů a humoru, ale slib opět nesplnil. Tehdejší činitelé viděli ve Fieldovi přinejmenším podivína, už jen proto, že v roce 1954 se dostavil na svaz spisovatelů s kategorickým požadavkem, že si nepřeje být jmenován národním umělcem. 
V roce 1962 časopis Plamen otiskl báseň „Šedá šedesátka“, podepsanou Bohdan Šumavanský (T. R. Field). Ve stejném čísle Ervín Hrych představil ukázku z chystané knihy Krhútská kronika (1967). Redaktor nakladatelství Československý spisovatel Radovan Krátký byl v roce 1968 poslední, kdo plánoval vydání výboru z díla T. R. Fielda. Sehnat všechny Fieldovy rukopisy se ukázalo být velkým problémem, a tak nakonec k vydání souboru nedošlo. Knihy se Field tedy nedočkal. Pouze časopis Plamen otiskl před básníkovou smrtí sedmnáct básní, podepsaných T. R. Field, což ovšem není ani zdaleka reprezentativní vzorek jeho díla. 
Field zemřel k ránu 4. srpna 1969 v Praze na Vinohradech ve svém bytě v Římské ulici v domě č. 3 (dům již neexistuje). Na úmrtním oznámení je uvedeno jméno Bohdan V. Šumavanský alias T. R. Field a obě tato jména se nacházejí také na jeho hrobě v urnovém oddělení pražského Vinohradského hřbitova.

### Jména
Byl pokřtěn jako Theodor Adalbert Rosenfeld, v průběhu života přijal jméno Bohdan Vojtěch Šumavanský. Publikoval pod mnoha různými pseudonymy – v Prakršnu se označil jménem Vratiprst Choromysl Krombožinec, některé své satiry z padesátých let podepsal pseudonymem Theo Trefil. V 60. letech uváděl své jméno v podobě T. R. Field-Šumavanský. Přátelé ho oslovovali profesore Rosi nebo jen Rosi, někdy také Ted nebo Teda, a on sám se v korespondenci s přáteli z 50. a 60. let podepisoval jako Rozina Sepranec.

## Dílo

### Sbírky vydané za Fieldova života
- Kosočtverce na ohradách (1930) – sbírku uspořádal Karel Prach a soukromým vydavatelem se stal J. E. Novák.[13]
- Kruhy pod očima (1933) – sbírku soukromě vydal Roba Weisner, autorem obálky je Jaroslav Rajtoral.[14]
- Lomikel na dlásnech (1937) – sbírku vydal Karel Tamele, obálka s vyobrazením boha Lomikela je dílem autora samotného.[14]

### Samizdatová vydání
- Prakršno (1977)
- Tři sbírky básní (1977) – vydání již publikovaných tří sbírek ze 30. let
- Výbor básní nalezených v pozůstalosti (1977)

### Vydání po roce 1989
Po roce 1990 začala Fieldova pozůstalost vycházet v různých výborech:
- Morodochium (1990) – ed. Pavel Kovařík.
- Lomikel a jiné zádrhele (1990) – ed. Pavel Kovařík.
- Gottwaldovi do ouška (1992) – ed. Pavel Kovařík.
- Odysea nočního buditele (1993) – ed. Pavel Kovařík. Podtitul Z pražských ulic, nevěstinců a pivnic.
- Mým domovem je tichá putyka (2003) – red. Marcela Turečková.

Nejrozsáhlejším a nejúplnějším souborem Fieldových textů se pak stala kniha Kosočtverce na ohradách (1998), ed. Pavel Kovařík. Kniha obsahuje tyto oddíly:
- Kosočtverece na ohradách
- Kruhy pod očima
- Lomikel na dlásnech
- Prakršno (1913–1914) – řada slovníkových hesel vysvětlujících smyšlená slova spojená převážně s mytologií kolem boha Lomikela; nejstarší, rukopisná varianta Prakršna, původně patrně z let 1913–1914, byť pozdější rozšiřovaná, se dochovala v soukromém vlastnictví. Existují také neúplné strojopisné kopie.[15]
- Prakršno (1967) – komentář k autorství Prakršna, vzniklý jako reakce na vydání Hrychovy Krhútské kroniky a na činnost dalších autorů (Jan Kloboučník, Ladislav Novotný). Field sice zpočátku na Hrychovo psaní hleděl pozitivně, později však se však jeho postoj zcela obrátil.[16]
- Prakršno (1968) – autorův komentář ke vzniku Prakršna, vysvětlení některých pojmů a odsouzení Hrychova plagiátorství.[17]
- Šídlo v pytli (1953–1954) – autorovy pokusy o angažovanou satiru, zasílané neúspěšně Václavu Lacinovi a Janu Nohovi.[17]
- Morodochium (1954–1955) – epigramy a jiné básně týkající se Fieldova pobytu na psychiatrii; morodochium je autorovo vlastní slovo označující tento typ léčebny.[17]
- jednotlivé básně (chronologické řazení)
- Žalničky pro chodskou lásku – rekonstrukce sbírky autorem plánované již od 30. let, ale nikdy nerealizované. Básně se vztahují k Fieldově dětství na Domažlicku a mimo jiné také k jeho rané lásce, Betynce Kacerovské, jíž měl být soubor věnován.[18]

### Jiná pozůstalost
V pozůstalosti se zachoval také rukopis obscénní poémy Balada o čackém Výhoňovi a luzném Buziáškovi, jež podle autorovy zmínky na konci Lomikelu na dlásnech údajně vyšla jako soukromý tisk. Není však jasné, zda k vydání skutečně došlo, a pokud ano, není známo, že by se nějaký výtisk dochoval. Báseň se v pozdějších výborech neobjevila. Mezi svými pracemi uváděl autor také O dědečkovi zvící pivní láhve a jiné pohádky (ze kterého však zřejmě nebylo napsáno více než dochovaný náčrt) a U Zeleného Shakespeara (zde se asi mělo jednat o označení plánované sbírky básní, případně o mystifikaci), divadelní hra Cestující s varhanama (jejíž rukopis se ztratil, existoval-li vůbec, již ve 30. letech), vaudeville Pod střechou klobouku z 60. let (pravděpodobně pouze chystaný a kromě několika písní nerealizovaný), veršovaná scéna Návrh scény pro operu buffu pro Ferdinanda Vlka a Františka Proseckého, sochaře a překlad 20 duchovních zpěvů plantážních černochů amerických (1936), patrně skutečně vytvořený, ale v rukopise nenalezený.

### Nonsensová poezie, Prakršno a krhútství
Fieldovo dílo bývá čteno v návaznosti na satiru Jaroslava Haška a jeho okruhu, a na buřičství Františka Gellnera; je však možné vypozorovat i další zdroje, ze kterých čerpal. Za svého pobytu v Anglii se Field seznámil s tradicí nonsensové poezie, limericku, a nelze přehlédnout ani jeho zjevnou sympatii k Christianu Morgensternovi, otci německé nonsensové poezie. Neváhal použít ani máchovských jambů:
| „             | Sžíravých vtipů lesk kouzelných hříček říš, náhlých nápadů blesk – kampak s tím na Dobříšǃ Jasné jitřenky svit – toť z Morgensterna zář, růžových polí třpyt – toť Rosenfeldů tvář... | “ |
| — T. R. Field | |   |

Dobové stylistické a jazykové experimenty, futurismus a dadaismus byly filologicky nadanému Fieldovi blízké. Jazyková hravost, potěšení z etymologie a jazykových experimentů se projevuje už v nepublikovaném Prakršnu z roku 1914, kde se rodil fantasticky groteskní svět „boha kanálů Lomikela“. Field psal na vše, co mu přišlo pod ruku. Jídelní lístky, účtenky z pivnic a vináren, pozvánky. Jeho dílo proto bylo leckdy považováno za tvorbu obecnou, anonymní. V prostředí vináren a hospodských hovorů svérázná slovotvorba a filosofie Prakršna začala žít samostatným životem, čemuž jeho autor už nemohl zabránit. Satirické i hravě nesmyslné verše byly dále rozvíjeny dalšími lidmi, z čehož občas vznikala nedorozumění a Field pak obviňoval své přátele z plagiátorství, jako v případě knihy Krhútská kronika (1967) od Ervína Hrycha, neboť dílo a nápady T. R. Fielda posloužily jako zřejmý inspirační zdroj celé knihy. Postava boha Lomikela vystupuje v této knize v roli hlavního boha starých Krhútů.
Důkazem rozšíření Fieldova Prakršna jsou také vzpomínky Adiny Mandlové. Herečka začíná svou knihu Dneska už se tomu směju slovy: „Pustorálek je osamělé bílé stavení na konci vesnice, kde když sekera vzduchem zasviští, nízkého stropu mozek docákne. Nevím, kde jsem to četla nebo slyšela.“ V dochovaném Fieldově rukopisu je pustorálek vysvětlen jinak, jako „opuštěné místo se stavením, v němž bývá jen staré harampátí, povadlé věnce, zetlelé hřbitovní stuhy ap. Víří tu kolo věčnosti a obchází Lomikel. Též stavení samo.“ Není však jasné, zda je alternativní definice také Fieldovým dílem, nebo vznikla v rámci další práce s jeho nápady. Sama Mandlová sdělila Petru Kovaříkovi, že se s Fieldem osobně neznala a že o pustorálku věděla díky kocourkovskému konferenciérovi Jaroslavu Procházkovi; ve skutečnosti je pravděpodobnější, že se k ní povědomí o něm dostalo přes Fieldova přítele Mirka Eliáše, se kterým hrála v několika filmech.

### Satira
Vůči většině oficiální a uznávané literární produkce měl Field vztah spíše negativní a jednotlivé její osobnosti se často stávaly terčem jeho satirických šlehů. Ve svých verších se vysmíval Viktoru Dykovi, Rudolfu Medkovi, Josefu Čapkovi, Karlu Čapkovi, Františku Langerovi, Josefu Svatopluku Macharovi, Petru Bezručovi, Josefu Haisi Týneckému a další autorům, ale též kritikům a představitelům literárního života, například Františku Götzovi, Otakaru Štorch-Marienovi či Ferdinandu Peroutkovi.
S básníkem Josefem Horou se Field podle některých narážek dostal (ve vinárně U Paukertů) dokonce do fyzického konfliktu. Básníkovi měl za zlé, že z časopisu Trn přešel do Melantrichu, a zejména to, že redaktorem zůstal i v době protektorátu. V roce 2004 se objevil jeden z číslovaných výtisků Horovy epigramatické sbírky Popelec, do nějž Field vepsal své vlastní verše a komentáře k jednotlivým básním. Na poslední stránce reagoval posměšným epigramem na básníkův pohřeb do Slavína.
| „             | Josefe Horo, není to tvá vina, že víra Hory přenáší jen do Slavína. Tvá vina je, že nejsi veleslavný! To se mnou přišel bys pak až do Veleslavína – – – | “ |
| — T. R. Field | |   |